# L'odio colpisce due volte
L'odio colpisce due volte (Lightning Strikes Twice) è un film del 1951 diretto da King Vidor, tratto dal romanzo A Man Without Friends scritto da Margaret Echard nel 1940.

## Trama
Incolpato ingiustamente dell'omicidio della moglie, Richard Trevelyan viene salvato in extremis dalla sedia elettrica grazie alla testimonianza dell'amica Liza McStringer, da anni innamorata di lui. Riottenuta la libertà l'uomo si risposa con Shelley Carnes, un'attrice conosciuta per caso, ma il giorno delle nozze ricompare chi uccise la sua prima moglie e ora si prepara a eliminare anche la seconda.

### Cast
L'attrice Virginia Mayo fu la prima scelta per il ruolo di Shelley Carnes, andato poi a Ruth Roman.

### Riprese
Le riprese furono effettuate in California nel 1950, dal 1º febbraio fino alla fine di marzo. Oltre che nei Warner Bros. Studios di Burbank, il film venne girato a Victorville e nel ranch di King Vidor a Paso Robles.

## Colonna sonora
La colonna sonora composta da Max Steiner è presente nella raccolta Caged! The Dark Side of Max Steiner, pubblicata nel 2018 dalla Brigham Young University Film Music Archives.

## Distribuzione

### Date di uscita
- 12 aprile 1951 negli Stati Uniti (Lightning Strikes Twice)
- 25 giugno in Svezia (Livsfarlig semester)
- 26 settembre in Messico (Celos mortales)
- 9 novembre in Finlandia (Salama iskee kahdesti)
- 17 marzo 1952 in Danimarca (Farvel til fortiden)
- 21 marzo in Portogallo (Ciúme)
- 11 luglio in Australia (Lightning Strikes Twice)
- 10 giugno 1953 in Sudafrica (Lightning Strikes Twice)

## Accoglienza
Il film ricevette un'accoglienza fortemente negativa da parte della critica e fallì anche al box office.

## Altri media
Il 9 giugno 1955 Kathryn Givney riprese la parte di Myra Nolan in un adattamento televisivo trasmesso dalla NBC nella serie antologica Lux Video Theatre, con Dan O'Herlihy e Janet Blair nei ruoli di Richard e Shelley.